# 宝塚ゴルフ倶楽部
一般社団法人宝塚ゴルフ倶楽部（たからづかゴルフくらぶ）は、兵庫県宝塚市にあるメンバーシップ制のゴルフ場。2015年に日本プロゴルフ殿堂入りした大迫たつ子が1967年の中学卒業から1971年のプロテスト合格までキャディーとして所属した。

## 住所
- 〒665-0023 兵庫県宝塚市蔵人字深谷1391の1

## コース情報
- 開場日　1926年10月2日
- 設計者  旧コース - 広岡久右衛門、福井覚治　新コース - 大橋剛吉
- 面積
- コース
- 休場日

## 所属プロ選手
- 島田幸作（元JGTOツアー理事長）

## メジャー選手権
- 2026年（令和8年） - 第59回 日本女子オープンゴルフ選手権競技大会開催予定[2]

## 出来事･トラブル
- 2009年8月に同ゴルフクラブで開催の関西オープンに於いて、21日に、石川遼らのプレーを観戦していた観客らが、スズメバチに相次いで刺されるトラブルがあった。観客の一部が軽傷を負ったが、石川は無事だった[3]。